# Alexander Godley

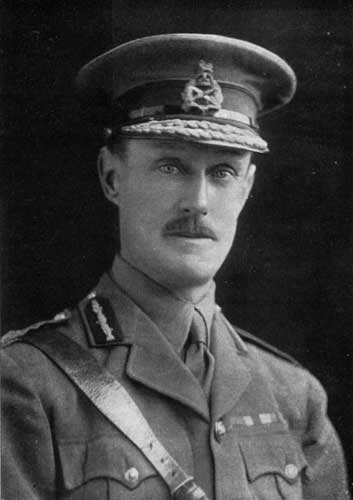
Alexander Godley, 1920

Sir Alexander John Godley GCB, KCMG (* 4. Februar 1867 in Chatham, Kent; † 6. März 1957 in Oxford) war ein General der British Army, der als Oberbefehlshaber der New Zealand Expeditionary Force und Kommandierender General des II. ANZAC-Korps im Ersten Weltkrieg sowie als Oberbefehlshaber der British Army of the Rhine in der Zwischenkriegszeit bekannt wurde.

## Leben
Godley wurde als ältester Sohn von William Godley, einem Offizier der British Army irischer Herkunft, geboren und am Haileybury College sowie dem Royal Military College Sandhurst ausgebildet. 1886 trat er als Lieutenant in die Royal Dublin Fusiliers ein, bei denen er bis 1896 diente. In diesem Jahr wurde er zum Captain befördert und zum Adjutanten der berittenen Infanterie in Aldershot ernannt und nahm an der Niederschlagung eines Aufstands in Mashonaland teil (Zweiter Matabelekrieg). Nach seiner Rückkehr nach England besuchte er ab 1898 das Staff College Camberley, unterbrach aber im folgenden Jahr seine Studien, um am Zweiten Burenkrieg in Südafrika teilzunehmen. Hier stellte er berittene Einheiten auf und diente als Adjutant Robert Baden-Powells während der Belagerung von Mafeking. Später diente er als oberster Stabsoffizier unter Herbert Plumer und befehligte als Brevet-Lieutenant-Colonel die Rhodesian Brigade.
1900 wechselte Godley zu den Irish Guards, nur um wenig später zum Kommandeur der berittenen Infanterie in Aldershot ernannt zu werden. Er diente hier und im Longmoor Military Camp bis 1906, als er zum Colonel befördert wurde. Er diente im Stab der 2. Division, als ihm 1910 die Stellung als Kommandant der New Zealand Military Forces angeboten wurde. Er trat seinen neuen Posten im Dezember 1910 an und wurde hierfür zum temporären Major-General befördert. Godley stellte in Neuseeland die Territorial Force auf, die die Volunteer Force ablöste. Er teilte die Kolonie in vier Militärdistrikte ein, die im Kriegsfalle je eine Infanterie- und eine berittene Brigade stellen sollten. Neuseeländische Offiziere sollten am Royal Military College Duntroon ausgebildet und für einen Einsatz im New Zealand Staff Corps vorbereitet werden. Ab 1912 plante er zusammen mit dem australischen Chef des Generalstabs Joseph Gordon die Zuständigkeiten im Falle eines Krieges, in den das Mutterland involviert sein würde. Als wahrscheinlichster Gegner galt das Deutsche Reich, dessen Besitzungen im Südpazifik zunächst zu besetzen sein würden. Die neuseeländischen Streitkräfte waren in diesem Fall für die Besetzung Deutsch-Samoas zuständig.

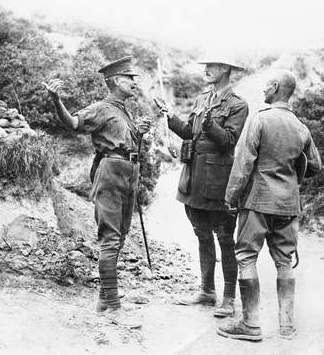
Godley mit William Birdwood (links) und Harry Chauvel (rechts) auf Gallipoli, 1915

Als im August 1914 der Weltkrieg ausbrach, wurden sofort entsprechende Schritte unternommen. Godley, zum Oberbefehlshaber der New Zealand Expeditionary Force (NZEF) ernannt, brach im September 1914 mit 8.500 Mann nach Ägypten auf. Die Truppen waren ursprünglich für den Einsatz an der Westfront vorgesehen, wurden aber später für einen Einsatz im Gallipoli-Unternehmen trainiert. Im Dezember 1914 übernahm Godley den Befehl über die in Ägypten neugebildete New Zealand and Australian Division, die für den Einsatz mit dem Australian and New Zealand Army Corps (ANZAC) unter William Birdwood vorgesehen war. Im Februar 1915 wurde die Division zur Verteidigung des Suez-Kanals gegen eine osmanische Offensive eingesetzt, bevor sie Anfang April den Befehl erhielt, sich auf eine amphibische Landung auf Gallipoli vorzubereiten. Godley landete am 25. April mit seiner Division in Anzac Cove. Seine Leistung auf Gallipoli gab in der neuseeländischen Regierung Anlass zur Kritik, auch war er bei seinen Soldaten wenig beliebt. Unter anderem wird er für den Fehlschlag des Angriffs auf Chunuk Bair während der August-Offensive der Briten verantwortlich gemacht. Im November 1915 wurde Godley, nachdem Birdwood zum Oberbefehlshaber der Dardanellenarmee ernannt worden war, dessen Nachfolger als Kommandierender General des ANZAC im temporären Rang eines Lieutenant-General.

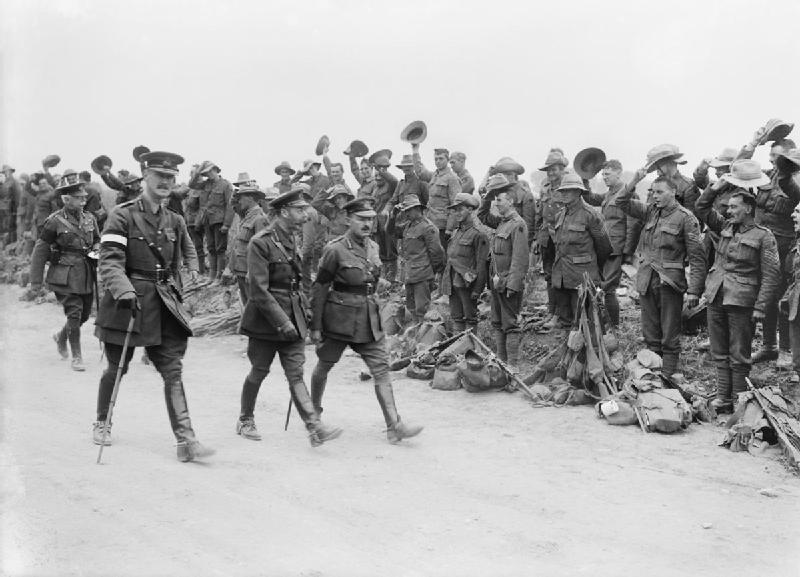
König Georg V. (vorn in der Mitte) inspiziert Truppen der neuseeländischen Division während der Schlacht an der Somme. Zu sehen sind seine Begleiter Godley, Harper (rechts) und Plumer (hinten laufend).

Nach der Evakuierung wurde das ANZAC in Ägypten in zwei Korps aufgeteilt, wobei Godley den Befehl über das I. ANZAC-Korps erhielt. Als das Korps im März 1916 nach Frankreich verschifft werden sollte, tauschte Godley den Posten mit Birdwood und übernahm dessen II. ANZAC-Korps, dessen Training er leitete, bevor es ab Juni dem I. Korps folgte. Das Korps besetzte als Teil der 2. Armee unter Herbert Plumer einen Frontabschnitt bei Armentières und hatte im Juni 1917 seine erste größere Bewährungsprobe in der Schlacht von Messines. Während der folgenden Dritten Flandernschlacht geriet Godley erneut in die Kritik, nachdem sein Korps im Oktober beim Versuch, das Dorf Passendale einzunehmen, hohe Verluste erlitten hatte. Es wurde aus der Front gezogen und im Dezember als britisches XXII. Korps neu konstituiert, nachdem die australischen Divisionen zur Bildung des Australischen Korps abgezogen worden waren. Godley blieb bis zu ihrer Auflösung nach Kriegsende Oberbefehlshaber der NZEF, selbst als die Neuseeländische Division nicht mehr unter seinem direkten Befehl stand.
Im April 1918 kam Godleys Korps in der Vierten Flandernschlacht zum Einsatz, später zur Unterstützung der Franzosen in der Zweiten Marneschlacht und während der Hunderttageoffensive bei der 1. Armee Henry Hornes.

Nach dem Waffenstillstand übernahm Godley den Befehl über das IV. Korps der Britischen Rheinarmee, später das II. Korps. Von 1920 bis 1922 diente er als militärischer Sekretär der Kriegsminister Winston Churchill und Laming Worthington-Evans, bevor er als General Officer Commanding die Rheinarmee übernahm. 1923 wurde er zum General befördert. Von 1924 bis 1928 diente er als Oberbefehlshaber des Southern Command, anschließend bis zu seiner Pensionierung 1933 als Gouverneur von Gibraltar. Im Ruhestand widmete er sich Publikationen zu militärgeschichtlichen Themen.

## Schriften
- Life of an Irish Soldier: Reminiscences of General Sir Alexander Godley (1939)
- British Military History in South America (1943)